# Nazzareno Zamperla
Nazzareno Zamperla, né à Trévise le 25 avril 1937 et mort le 19 mars 2020, est un acteur et cascadeur italien également crédité sous les noms de Nick Anderson, Neno Zamperla et Nazareno Zamperla.

## Biographie
Né à Trévise dans une famille du cirque, Nazzareno Zamperla arrive à Rome en 1949 et travaille principalement dans les années 1950 et 1960 en tant que cascadeur. Sa prédilection se porte sur le genre Péplum.
Dans les années 1960 et 1970, il apparaît  en tant qu'acteur de cinéma, jouant principalement dans des  productions de western spaghetti, où il est également connu sous le nom de Nick Anderson.
Son frère Rinaldo est également un acteur.

## Filmographie partielle
- 1958 : Le Pirate de l'épervier noir (Il pirata dello sparviero nero) de Sergio Grieco
- 1961 : Hercule à la conquête de l'Atlantide (Ercole alla conquista di Atlantide) de Vittorio Cottafavi
- 1961 : L'Esclave de Rome (La schiava di Roma) de Sergio Grieco
- 1962 : Les Sept Gladiateurs (I sette gladiatori) de Pedro Lazaga
- 1962 : Les Vikings attaquent (I normanni) de Giuseppe Vari
- 1962 : Maciste à la cour du Cheik (Maciste contro lo sceicco) de Domenico Paolella
- 1962 : Zorro l'intrépide (Zorro alla corte di Spagna) de Luigi Capuano
- 1963 : Sandokan, le tigre de Bornéo (Sandokan, la tigre di Mompracem) d'Umberto Lenzi
- 1963 : Le Tigre des mers  (La tigre dei sette mari) de Luigi Capuano
- 1963 : Zorro et les Trois Mousquetaires (Zorro e i tre moschettieri) de Luigi Capuano
- 1964 : Le Triomphe d'Hercule (Il trionfo di Ercole) d'Alberto De Martino
- 1964 : Les Trois Sergents de Fort Madras (I tre sergenti del Bengala) d'Umberto Lenzi
- 1965 : Un pistolet pour Ringo (Una pistola per Ringo) de Duccio Tessari
- 1966 : Sept Écossais du Texas (Sette pistole per i MacGregor) de Franco Giraldi
- 1967 : Qui êtes-vous inspecteur Chandler ? (Troppo per vivere... poco per morire) de Michele Lupo
- 1968 : Opération fric (Sette volte sette) de Michele Lupo
- 1974 : Il cittadino si ribella d'Enzo G. Castellari
- 1975 : Le Blanc, le Jaune et le Noir (Il bianco il giallo il nero) de Sergio Corbucci
- 1983 : Rolf l'Exterminateur de Mario Siciliano : un mercenaire